# Torneo Cuadrangular 1954
Het Torneo Cuadrangular 1954 was de derde editie van deze Uruguayaanse voetbalcompetitie en werd gespeeld van 23 april tot 8 mei 1955. Het toernooi werd voor de tweede maal gewonnen door Club Nacional de Football.

## Teams
Voor het Torneo Cuadrangular mochten de ploegen meedoen die in 1954 in de top-vier van de competitie waren geëindigd. Danubio FC had zich na een jaar afwezigheid weer gekwalificeerd, de overige deelnemers deden al voor de derde keer mee.
| Club                      | Kwalificatie | Deelnames | Titels   |
| ------------------------- | ------------ | --------- | -------- |
| CA Peñarol                | Kampioen     | 2         |          |
| Danubio FC                | Nummer 2     | 1         |          |
| Club Nacional de Football | Nummer 3     | 2         | 1 (1952) |
| Rampla Juniors FC         | Nummer 4     | 2         | 1 (1953) |

## Toernooi-opzet
Het toernooi werd gespeeld voorafgaand aan de Primera División 1955. Omdat de ploegen zich via de competitie van 1954 hadden gekwalificeerd heette het Torneo Cuadrangular 1954, hoewel de wedstrijden pas in 1955 plaatsvonden. De vier deelnemers speelden een halve competitie tegen elkaar en de ploeg die de meeste punten behaalde werd eindwinnaar. Het toernooi was een Copa de la Liga; een officieel toernooi, georganiseerd door de Uruguayaanse voetbalbond (AUF).

## Toernooiverloop
Titelverdediger Rampla Juniors FC verloor op de eerste speeldag met 5–1 van Club Nacional de Football. Landskampioen CA Peñarol deelde de punten met Danubio FC en deed dat een week later ook tegen Rampla Juniors. Danubio versloeg tijdens die tweede speelronde Nacional en nam daarmee de koppositie over. Danubio kon het toernooi winnen als ze op de laatste speeldag zouden winnen tegen Rampla Juniors, maar ze gingen met 3–2 onderuit. Daardoor werd de titel een dag later in de Superclásico tussen Nacional en Peñarol beslist. In die wedstrijd nam Nacional al snel een voorsprong en die gaven de Tricolores niet meer weg: ze versloegen Peñarol met 2–1 en werden daardoor voor de tweede keer winnaar van het Torneo Cuadrangular.

### Eindstand
|    | Club                      | Sp. | W | G | V | Pnt. | DV | DT | DS |
| -- | ------------------------- | --- | - | - | - | ---- | -- | -- | -- |
| 1. | Club Nacional de Football | 3   | 2 | 0 | 1 | 4    | 7  | 3  | +4 |
| 2. | Danubio FC                | 3   | 1 | 1 | 1 | 3    | 6  | 6  | 0  |
| 3. | Rampla Juniors FC         | 3   | 1 | 1 | 1 | 3    | 6  | 9  | –3 |
| 4. | CA Peñarol                | 3   | 0 | 2 | 1 | 2    | 6  | 7  | –1 |

| Winnaar Torneo Cuadrangular 1954   |
| ---------------------------------- |
| Club Nacional de Football 2e titel |

1952 ·
1953 ·
1954 ·
1955 ·
1956 ·
1957 ·
1958 ·
1959 ·
1960 ·
1961 ·
1962 ·
1963 ·
1964 ·
1965 ·
1966 ·
1967 ·
1968